# The Computers
The Computers és un grup de rock britànic d'Exeter, Anglaterra, formada a mitjans dels anys 2000 pel cantant i guitarrista Alex Kershaw, el baixista Nic Heron, el guitarrista Sonny Crawford i el bateria Will Wright. El seu so inicialment va fusionar el hardcore punk i el garage rock i va progressar cap a un so menys pesat incorporant el blues i el soul.

## Trajectòria
Van fer el seu primer concert l'agost de 2006 al The Cavern d'Exeter juntament amb la banda nord-americana de hardcore punk Paint It Black. El bateria Will Wright va ser substituït el 2009 per Aidan Sinclair. El guitarrista i pianista Fred Ansell es va incorporar el 2011. El febrer de 2014 Nic Heron i Sonny Crawford van anunciar la seva sortida del grup. El guitarrista James Mattock (menbre dels Sharks) i el baixista Thomas McMahon s'hi van afegir el 2014.
El presentador de la BBC Radio 1, Mike Davies, els va convidar a tocar una sessió en directe al programa i poc després The Computers, llavors una banda de punk hardcore influenciada per Black Flag, van signar un contracte amb Fierce Panda Records per publicar el miniàlbum debut You Can't Hide From the Computers el 2008, descrits per la revista Kerrang! com "hardcore elegant del Regne Unit" i "punk'n'roll que vol ballar tan bé com trenca coses".
El 2010 el quartet va gravar el seu àlbum de debut This Is the Computers (d'11 cançons) amb el productor John Reis de Rocket from the Crypt, en només quatre dies a casa seva a San Diego (directament a la cinta, sense cap ordinador implicat). Precedit al febrer pel senzill "Group Identity", l'àlbum va ser publicat el 21 de juny de 2011 per One Little Independent Records. La banda va acabar l'any fent una gira per Gran Bretanya juntament amb Gay for Johnny Depp.
El seu segon àlbum, Love Triangles Hate Squares, que va publicar-se el 16 de maig de 2013 on van adoptar un enfocament més eclèctic que el seu treball anterior i va rebre una resposta principalment positiva.

## Membres
Actuals
- Alex Kershaw - cantant, guitarra
- Fred Ansell - guitarra, i piano.
- Sonny Crawford - guitarra
- Thomas McMahon - baix elèctric
- Aidan Sinclair - bateria

Antics
- Nic Heron
- Will Wright
- James Mattock

## Discografia
Àlbums
- 2008. You Can't Hide From the Computers (miniàlbum)
- 2011. This Is the Computers
- 2013. Love Triangles Hate Squares
- 2014. Live & Inconsolable (directe)
- 2016. Birth/Death [6]